# MAM (banda)
MAM (acrónimo de  Mente, Alma, Materia) fue una banda de hard rock argentina formada en 1976, Haedo, provincia de Buenos Aires.Fue fundada por los hermanos Omar Mollo y Ricardo Mollo, y entre sus exmiembros figuran,entre otros, Diego Arnedo y Catriel Ciavarella, quienes junto a Ricardo, desde hace más de 20 años conforman la agrupación Divididos. Así mismo también, MAM en su última formación, con la que también grabaría su último disco llamado "Lo vés", al trío, además de Omar Mollo, en guitarra y voz, y Adrián Marino en bajo, se sumaría en batería un adolescente de tan solo 16 años llamado Nicolás Cotton, devenido hoy en destacado productor de género urbano, trap y pop.

## Historia

### Primeros años

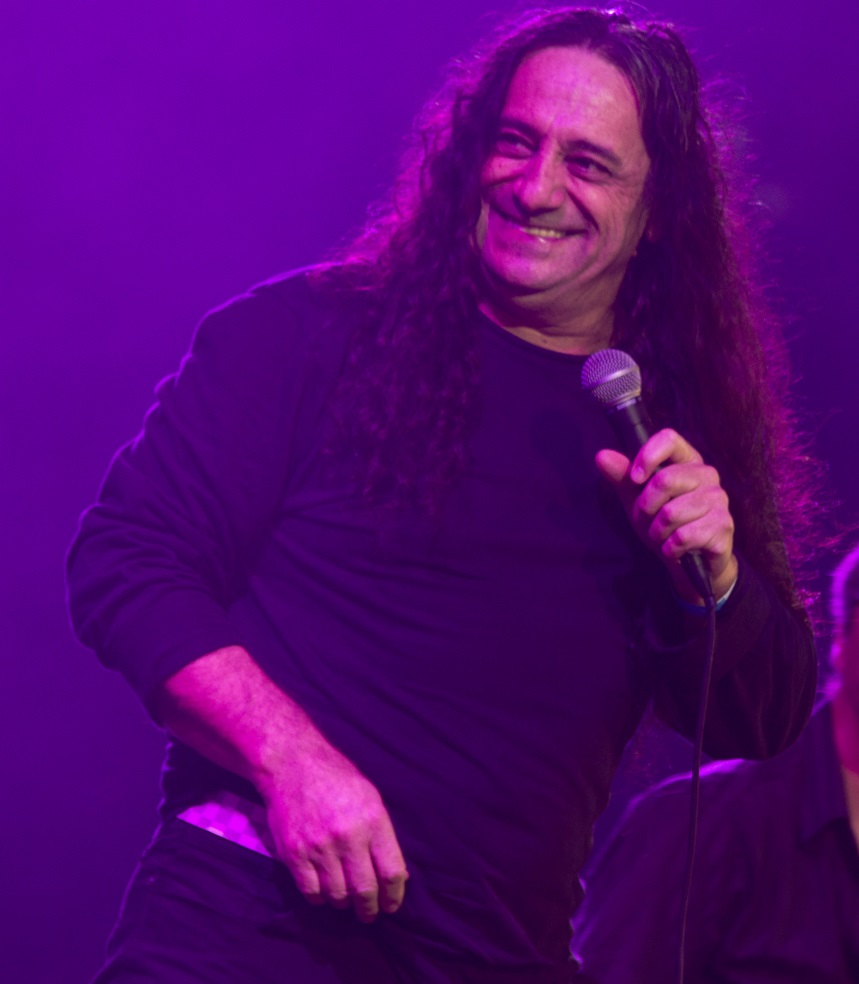
Omar Mollo, cantante y guitarrista líder de M.A.M.

Omar Mollo (voz y guitarra) formó Mente, Alma, Materia en 1976, con una orientación al rock pesado, y se completaba con su hermano Ricardo Mollo (guitarra), Raúl Lagos (bajo y voz) y Juan Domingo Rodríguez (batería). Si bien participaron en varios festivales de relativa importancia, nunca lograron congregar un público propio más allá de los reductos underground. Inicialmente se separaron en 1980 sin dejar un trabajo discográfico oficial, debido a que los sellos grabadores, no se animaban a producir y editar su música. Un año más tarde intentaron infructuosamente revivir la agrupación, pero en esta oportunidad fue integrado por los hermanos Omar y Ricardo Mollo, Diego Arnedo (quien también acompañaría a Ricardo en Sumo y Divididos) y Marco Pussineri en batería.

### Primer disco: «Opción» (1999)
Casi veinte años pasaron y luego de algunas participaciones de Omar en algún que otro proyecto con su hermano en álbumes de compilaciones, decidió rearmar a MAM con la participación de Carlos Alberto D'Amici como mánager, logran grabar en DBN Junto a Omar (guitarra, voz y coros), participaron Catriel Ciavarella (batería) y Sebastián Villegas (bajo). Editaron una placa en el año 1999 titulada Opción, en la cual participa Ricardo Mollo como músico invitado. De este material se destacan las canciones «Corazones abrigados» y «Toco y me voy», (esta última contó con un videoclip). El estilo que MAM cultivó desde sus comienzos siguió vinculado al rock pesado, aunque con los ingredientes del funk y sonidos de los años 90.
En el año 2002, ingresa a la banda el bajista Adrián Marino, que permanece en el trío hasta que MAM se disolvió definitivamente a fines de 2006, y fueron parte junto con Mollo de 3 formaciones distintas de la banda en esos años.

### Presentaciones masivas
Entre 2003 y 2006 inclusive, MAM inicia una serie de conciertos y giras por Argentina, e incluso son invitados a compartir fechas con los artistas y agrupaciones más prestigiosas de la industria de la música del país y comienzan a presentarse en los Festivales multitudinarios, como en enero de 2003, el Festival Carlos Paz music, donde tocaron Bersuit Vergarabat, León Gieco, Los Pericos y MAM, o en el Cosquín siempre Rock, compartiendo fecha con Andrés Calamaro (en su regreso a los escenarios en 2005), No Te Va Gustar, Attaque 77, Almafuerte, Reincidentes, Nonpalidece, o así como también en el convocante festival Cosquín Rock, donde se presentaron en 4 ediciones del mismo,junto a Los Piojos, Luis Alberto Spinetta, Pappo, Divididos, Las Pelotas, Riff, Catupecu Machu, y a su vez en festivales en la plaza de mayo,convocados por la agrupación Madres de Plaza de Mayo entre 2003 y 2006,compartiendo escenario con León Gieco, Mancha de Rolando, Karamelo Santo, Horacio Fontova, Teresa Parodi, Víctor Heredia entre otros, también participaron de festivales solidarios multitudirarios, como por ejemplo, en junio de 2003 por los inundados en Santa Fe (Argentina), en el Centro de Exposiciones de Buenos Aires junto a Kapanga, Carajo, Mancha de Rolando, Memphis la Blusera y otros
Es en esta época, que la banda toma total notoriedad y reconocimiento entre el público y afianza fuertemente sus seguidores y es considerada a su vez, una agrupación de "Culto" entre el público y sus pares.

### Segundo disco «Lo vés» (2005)
En marzo de 2004, Alejandro Rodríguez fue reemplazado por Diego Ceccato en la batería,justo en el que fueron convocados por el programa televisivo "Ese amigo del alma" del músico Lito Vitale,donde presentaron la canción «Como aprender», que la banda grabaría en su próximo disco.
Luego Ceccato fue reemplazado por Nicolás Cotton. Con esa formación: Mollo, Marino, Cotton, entran a grabar en 2004 y editaron Lo vés, en 2005, siendo el segundo y último disco de estudio de MAM. El material fue presentando a fines de ese mismo año, en el Teatro ND Ateneo. Este nuevo material, cuenta con los cortes «Natural» y «Como aprender» y la edición del clásico de la banda «Soy quien no ha de morir», y a su vez, con dos particularidades, un blues, «Perder para sumar», del guitarrista Héctor Starc y un tango inédito, «Tanguito pa' mi país» de Gustavo "Chizzo" Napoli (cantante y guitarrista de La Renga) fue producido por Daniel "Piti" Fernández (Los Piojos, La Franela) y Martín "Tucan" Bosa (Juana La Loca, Attaque 77, La Franela).

### Separación
Sin embargo, la fascinación de Mollo por el tango, lo animó a interpretarlo hasta hacerlo definitivamente de forma profesional. Tras la salida de su segundo álbum, llamado "Gola", Mollo comenzó su carrera como solista vinculado completamente al tango.
MAM cuenta con una particularidad familiar muy singular, y es que las dos hijas de Omar Mollo, Melisa Alejandra, y Maia Aylem, y los tres hijos de Ricardo Mollo, María Azul, Martina Aldabel y Merlín Atahualpa (hijo también de la actriz y cantante uruguaya-argentina Natalia Oreiro, pareja de Ricardo Mollo), forman en sus nombres completos las siglas M.A.M. (Mente, Alma, Materia).

## Discografía
| Año  | Disco  | Canciones |
| 1999 | Opción | 1. Corazones abrigados 2. Venus 3. Se tiran conmigo 4. Lugares comunes 5. Quiero llegar 6. Toco y me voy 7. Opción 8. Loco en casa ajena 9. Del Monte 10. Al final de camino 11. Vidala para mi sombra 12. Hambriento de ambiente 13. Música pura .......... 1. Dale lugar 2. Lo ves 3. Lo haré 4. Malo Alan 5. Cómo aprender 6. Soy quien no ha de morir 7. Vivo 8. Resto 9. Perder para sumar 10. Natural 11. Tanguito pa'mi país |
| 2005 | Lo vés | 1. Corazones abrigados 2. Venus 3. Se tiran conmigo 4. Lugares comunes 5. Quiero llegar 6. Toco y me voy 7. Opción 8. Loco en casa ajena 9. Del Monte 10. Al final de camino 11. Vidala para mi sombra 12. Hambriento de ambiente 13. Música pura .......... 1. Dale lugar 2. Lo ves 3. Lo haré 4. Malo Alan 5. Cómo aprender 6. Soy quien no ha de morir 7. Vivo 8. Resto 9. Perder para sumar 10. Natural 11. Tanguito pa'mi país |